# Egglestonichthys
Az Egglestonichthys a csontos halak (Osteichthyes) főosztályának a sugarasúszójú halak (Actinopterygii) osztályába, ezen belül a sügéralakúak (Perciformes) rendjébe, a gébfélék (Gobiidae) családjába és a Gobiinae alcsaládjába tartozó nem.

## Rendszerezés
A nembe az alábbi 3 faj tartozik:
- Egglestonichthys bombylios Larson & Hoese, 1997
- Egglestonichthys melanoptera (Visweswara Rao, 1971)
- Egglestonichthys patriciae Miller & Wongrat, 1979 - típusfaj